# Hylofil
Hylofil, hilofil – organizm zwierzęcy lub roślinny preferujący środowisko leśne i najlepiej w nim się rozwijający, ale występujący także poza nim. W odniesieniu do owadów wodnych - gatunki preferujące zacienione, śródleśne zbiorniki wodne.